# روبرتو بينهيرو
روبرتو بينهيرو (بالبرتغالية: Roberto Pinheiro‏) هو دراج برازيلي، ولد في 9 يناير 1983 في بارناميريم في البرازيل.

## وصلات خارجية
- روبرتو سيلفا على موقع الاتحاد الدولي للدراجات (الإنجليزية)
- روبرتو سيلفا على موقع أرشيف الدراجات (الإنجليزية)
- روبرتو سيلفا على موقع إحصائيات الدراجات الإحترافية (الإنجليزية)
- روبرتو سيلفا على موقع نسبة الدراجات (الإنجليزية)